# Pedra pintada
Una pedra pintada és una pedra o estela amb pintures i a vegades runes. Generalment pedra calcària, que es va aixecar a l'Era del ferro germànica o a l'Era dels vikings d'Escandinàvia, i en gran nombre a Gotland. Actualment es coneixen més de quatre-centes pedres quadres. Totes les pedres probablement es van erigir com a pedres commemoratives, però només poques vegades al costat de les tombes. Alguns d'ells s'han col·locat on molta gent els podia veure als ponts i a les carreteres.
Van ser aixecades als països escandinaus entre el 400 i el 1100 dC i són particularment nombroses a Gotland (Suècia). Generalment són de gres amb imatges pintades de color vermell. Les més antigues tenen forma de fulla de destral, amb el tall amunt, posteriorment dominen les de forma fàl·lica. Possiblement erigides com a memorials, no sembla que estiguessin normalment relacionades amb tombes, sinó que se situaven a la vora de camins, especialment en cruïlles importants o ponts. Solen representar escenes mitològiques i ens han proporcionat informació sobre la vida quotidiana dels vikings, sobretot sobre els vaixells i les armes.

## Galeria d'imatges

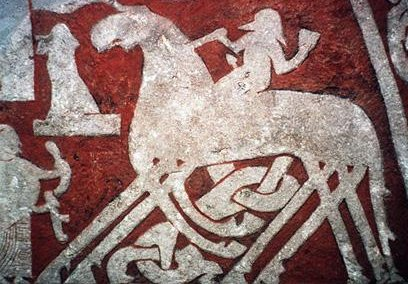
Odin entrant al Valhalla muntant el cavall Sleipnir, a la pedra de Tjängvide.
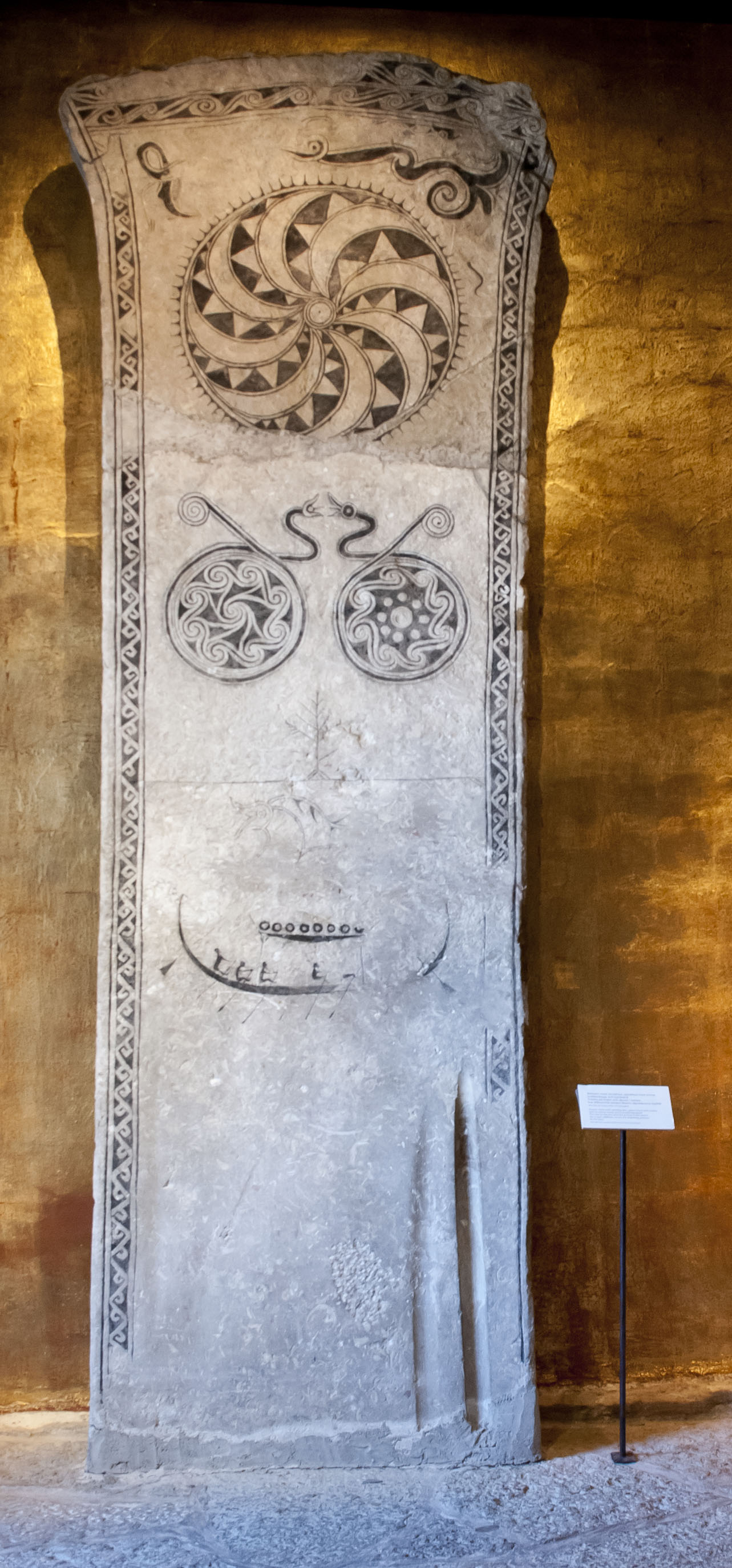
Pedra pintada al museu de Fornsalen, Visby.